# BMX masculin aux Jeux olympiques d'été de 2008
Navigation
Londres 2012
Le BMX masculin, épreuve de BMX des Jeux olympiques d'été de 2008, a lieu du 20 au 22 août 2008 sur le Terrain de BMX de Laoshan de Pékin. La course est remportée par le coureur letton Māris Štrombergs, qui devient ainsi le premier Champion olympique de l'histoire du BMX.
Chacun des 32 participants effectuent deux runs dans un contre-la-montre individuel pour déterminer les têtes de séries lors des phases à élimination directe. Ensuite, ils sont regroupés en 4 quarts de finale en fonction de leur temps des qualifications. Chaque quart de finale se déroule en trois manches. Pour départager les coureurs, un système de point est mis en place : on additionne les places obtenus et les quatre avec le moins de points sont qualifiés.
Les demi-finales se déroulent également en trois manches, sur le même modèle que les quarts. Contrairement aux deux tours précédents, la finale se compose d'une seule manche. Le premier qui franchit la ligne d'arrivée remporte la médaille d'or.

## Calendrier des compétitions
Les horaires sont ceux de la Chine (Chinese Standard Time UTC+8)

### Mercredi 20 août 2008
| Début   | Fin     | Manche              |
| ------- | ------- | ------------------- |
| 9 h 00  | 9 h 45  | Qualif : 1re manche |
| 10 h 15 | 11 h 00 | Qualif : 2e manche  |
| 11 h 40 | 11 h 52 | 1/4 : 1re manche    |
| 12 h 05 | 12 h 17 | 1/4 : 2e manche     |
| 12 h 32 | 12 h 48 | 1/4 : 3e manche     |

### Vendredi 22 août 2008
| Début   | Fin     | Manche           |
| ------- | ------- | ---------------- |
| 9 h 08  | 9 h 16  | 1/2 : 1re manche |
| 9 h 38  | 9 h 46  | 1/2 : 2e manche  |
| 10 h 08 | 10 h 16 | 1/2 : 3e manche  |
| 10 h 40 | 10 h 45 | Finale           |
| 11 h 10 | 11 h 18 | Cérémonie        |

## Résultats

### Qualification
| Pos.                  | Coureur                | Pays               | Manches  | Manches  | Meilleur temps |
| Pos.                  | Coureur                | Pays               | 1re      | 2e       | Meilleur temps |
| --------------------- | ---------------------- | ------------------ | -------- | -------- | -------------- |
| 1                     | Mike Day               | États-Unis         | 36 s 127 | 35 s 692 | 35 s 692       |
| 2                     | Māris Štrombergs       | Lettonie           | 35 s 910 | 36 s 198 | 35 s 910       |
| 3                     | Damien Godet           | France             | 36 s 517 | 36 s 008 | 36 s 008       |
| 4                     | Artūrs Matisons        | Lettonie           | 36 s 210 | 36 s 072 | 36 s 072       |
| 5                     | Raymon van der Biezen  | Pays-Bas           | 36 s 112 | 40 s 153 | 36 s 112       |
| 6                     | Sergio Salazar         | Colombie           | 36 s 677 | 36 s 145 | 36 s 145       |
| 7                     | Augusto Castro         | Colombie           | 36 s 301 | 38 s 445 | 36 s 301       |
| 8                     | Jonathan Suarez        | Venezuela          | 37 s 120 | 36 s 325 | 36 s 325       |
| 9                     | Andrés Jiménez         | Colombie           | 36 s 893 | 36 s 339 | 36 s 339       |
| 10                    | Manuel De Vecchi       | Italie             | 37 s 309 | 36 s 351 | 36 s 351       |
| 11                    | Jared Graves           | Australie          | 36 s 372 | Abd      | 36 s 372       |
| 12                    | Kyle Bennett           | États-Unis         | 36 s 491 | 36 s 421 | 36 s 421       |
| 13                    | Sifiso Nhlapo          | Afrique du Sud     | 36 s 867 | 36 s 428 | 36 s 428       |
| 14                    | Roger Rinderknecht     | Suisse             | 36 s 466 | Abd      | 36 s 466       |
| 15                    | Kamakazi               | Australie          | 37 s 054 | 36 s 492 | 36 s 492       |
| 16                    | Ivo Lakucs             | Lettonie           | 36 s 770 | 36 s 509 | 36 s 509       |
| 17                    | Marc Willers           | Nouvelle-Zélande   | 36 s 725 | 36 s 519 | 36 s 519       |
| 18                    | Rob van den Wildenberg | Pays-Bas           | 36 s 522 | 39 s 167 | 36 s 522       |
| 19                    | Thomas Allier          | France             | 37 s 176 | 36 s 649 | 36 s 649       |
| 20                    | Michal Prokop          | République tchèque | 37 s 127 | 36 s 689 | 36 s 689       |
| 21                    | Ramiro Marino          | Argentine          | 36 s 768 | 37 s 029 | 36 s 768       |
| 22                    | Luke Madill            | Australie          | 36 s 923 | 36 s 795 | 36 s 795       |
| 23                    | Robert de Wilde        | Pays-Bas           | 36 s 803 | 50 s 268 | 36 s 803       |
| 24                    | Donny Robinson         | États-Unis         | 36 s 810 | 36 s 868 | 36 s 810       |
| 25                    | Emilio Falla           | Équateur           | 37 s 942 | 36 s 993 | 36 s 993       |
| 26                    | Scott Erwood           | Canada             | 37 s 534 | 37 s 050 | 37 s 050       |
| 27                    | Cristian Becerine      | Argentine          | 37 s 756 | 37 s 253 | 37 s 253       |
| 28                    | Liam Phillips          | Grande-Bretagne    | 37 s 392 | 37 s 470 | 37 s 392       |
| 29                    | Henrik Baltzersen      | Danemark           | 37 s 671 | 37 s 635 | 37 s 635       |
| 30                    | Sebastian Kartfjord    | Norvège            | 39 s 389 | 38 s 688 | 38 s 688       |
| 31                    | Vilmos Radasics        | Hongrie            | 39 s 935 | 38 s 830 | 38 s 830       |
| 32                    | Akifumi Sakamoto       | Japon              | 40 s 548 | 41 s 211 | 40 s 548       |
| Abd : n'a pas terminé |                        |                    |          |          |                |

## Quarts de finale
20 août 2008

### Série 1
| Rang | Coureur          | Pays             | 1re manche   | 2e manche    | 3e manche          | Total | Notes |
| ---- | ---------------- | ---------------- | ------------ | ------------ | ------------------ | ----- | ----- |
| 1    | Mike Day         | États-Unis       | 1 (36 s 170) | 1 (36 s 080) | 1 (36 s 122)       | 3     | Q     |
| 2    | Marc Willers     | Nouvelle-Zélande | 4 (47 s 614) | 3 (36 s 253) | 2 (36 s 278)       | 9     | Q     |
| 3    | Donny Robinson   | États-Unis       | 6 (48 s 906) | 2 (36 s 235) | 3 (36 s 490)       | 11    | Q     |
| 4    | Andrés Jiménez   | Colombie         | 2 (36 s 619) | 5 (36 s 939) | 4 (36 s 660)       | 11    | Q     |
| 5    | Jonathan Suarez  | Venezuela        | 8 (53 s 614) | 4 (36 s 481) | 5 (36 s 789)       | 17    |       |
| 6    | Emilio Falla     | Équateur         | 3 (37 s 080) | 6 (37 s 381) | 8 (1 min 02 s 877) | 17    |       |
| 7    | Akifumi Sakamoto | Japon            | 5 (48 s 487) | 8 (42 s 614) | 6 (40 s 046)       | 19    |       |
| 8    | Ivo Lakučs       | Lettonie         | 7 (53 s 300) | 7 (39 s 213) | 7 (57 s 461)       | 21    |       |

### Série 2
| Rang | Coureur               | Pays               | 1re manche   | 2e manche    | 3e manche          | Total | Notes |
| ---- | --------------------- | ------------------ | ------------ | ------------ | ------------------ | ----- | ----- |
| 1    | Sifiso Nhlapo         | Afrique du Sud     | 3 (36 s 796) | 2 (36 s 325) | 1 (36 s 507)       | 6     | Q     |
| 2    | Artūrs Matisons       | Lettonie           | 1 (35 s 903) | 3 (36 s 819) | 2 (37 s 037)       | 6     | Q     |
| 3    | Raymon van der Biezen | Pays-Bas           | 4 (37 s 205) | 1 (35 s 878) | 5 (1 min 04 s 709) | 10    | Q     |
| 4    | Kyle Bennett          | États-Unis         | 2 (36 s 639) | 4 (37 s 146) | 8 (Abd)            | 14    | Q     |
| 5    | Henrik Baltzersen     | Danemark           | 8 (38 s 561) | 5 (39 s 083) | 3 (38 s 846)       | 16    |       |
| 6    | Michal Prokop         | République tchèque | 7 (38 s 535) | 7 (41 s 915) | 4 (56 s 171)       | 18    |       |
| 7    | Liam Phillips         | Grande-Bretagne    | 5 (37 s 773) | 6 (41 s 219) | 7 (1 min 27 s 010) | 18    |       |
| 8    | Ramiro Marino         | Argentine          | 6 (38 s 202) | 8 (Abd)      | 6 (1 min 16 s 617) | 20    |       |

### Série 3
| Rang | Coureur                | Pays      | 1re manche   | 2e manche    | 3e manche          | Total | Notes |
| ---- | ---------------------- | --------- | ------------ | ------------ | ------------------ | ----- | ----- |
| 1    | Māris Štrombergs       | Lettonie  | 1 (36 s 762) | 1 (35 s 934) | 5 (40 s 628)       | 7     | Q     |
| 2    | Rob van den Wildenberg | Pays-Bas  | 2 (37 s 403) | 5 (37 s 024) | 1 (37 s 176)       | 8     | Q     |
| 3    | Manuel De Vecchi       | Italie    | 3 (37 s 416) | 6 (37 s 284) | 2 (37 s 840)       | 11    | Q     |
| 4    | Kamakazi               | Australie | 7 (42 s 377) | 3 (36 s 785) | 3 (38 s 463)       | 13    | Q     |
| 5    | Augusto Castro         | Colombie  | 4 (37 s 609) | 4 (36 s 992) | 6 (42 s 473)       | 14    |       |
| 6    | Vilmos Radasics        | Hongrie   | 6 (38 s 725) | 8 (39 s 220) | 4 (39 s 276)       | 18    |       |
| 7    | Robert de Wilde        | Pays-Bas  | 8 (54 s 105) | 2 (36 s 237) | 8 (1 min 08 s 185) | 18    |       |
| 8    | Scott Erwood           | Canada    | 5 (37 s 989) | 7 (37 s 653) | 7 (50 s 052)       | 19    |       |

### Série 4
| Rang | Coureur             | Pays      | 1re manche   | 2e manche          | 3e manche    | Total | Notes |
| ---- | ------------------- | --------- | ------------ | ------------------ | ------------ | ----- | ----- |
| 1    | Jared Graves        | Australie | 1 (38 s 067) | 2 (36 s 496)       | 1 (36 s 076) | 4     | Q     |
| 2    | Cristian Becerine   | Argentine | 2 (38 s 399) | 7 (42 s 733)       | 2 (36 s 985) | 11    | Q     |
| 3    | Roger Rinderknecht  | Suisse    | 8 (54 s 234) | 1 (36 s 462)       | 3 (37 s 136) | 12    | Q     |
| 4    | Damien Godet        | France    | 3 (41 s 241) | 4 (40 s 221)       | 6 (38 s 023) | 13    | Q     |
| 5    | Sergio Salazar      | Colombie  | 7 (54 s 216) | 3 (37 s 479)       | 5 (37 s 573) | 15    |       |
| 6    | Thomas Allier       | France    | 4 (41 s 594) | 5 (41 s 043)       | 7 (38 s 037) | 16    |       |
| 7    | Luke Madill         | Australie | 6 (51 s 198) | 8 (1 min 02 s 432) | 4 (37 s 420) | 18    |       |
| 8    | Sebastian Kartfjord | Norvège   | 5 (42 s 658) | 6 (42 s 625)       | 8 (38 s 821) | 19    |       |

## Demi-finales
22 août 2008

### Demi-finale 1
| Rang | Coureur               | Pays             | 1re manche         | 2e manche          | 3e manche    | Total | Notes |
| ---- | --------------------- | ---------------- | ------------------ | ------------------ | ------------ | ----- | ----- |
| 1    | Mike Day              | États-Unis       | 1 (36 s 470)       | 1 (36 s 219)       | 3 (37 s 461) | 5     | Q     |
| 2    | Sifiso Nhlapo         | Afrique du Sud   | 3 (37 s 197)       | 3 (36 s 597)       | 2 (36 s 457) | 8     | Q     |
| 3    | Donny Robinson        | États-Unis       | 2 (36 s 832)       | 2 (36 s 462)       | 6 (56 s 249) | 10    | Q     |
| 4    | Andrés Jiménez        | Colombie         | 4 (37 s 363)       | 4 (36 s 862)       | 5 (44 s 507) | 13    | Q     |
| 5    | Raymon van der Biezen | Pays-Bas         | 7 (55 s 121)       | 6 (37 s 258)       | 1 (36 s 200) | 14    |       |
| 6    | Kyle Bennett          | États-Unis       | 5 (43 s 518)       | 5 (37 s 200)       | 4 (43 s 897) | 14    |       |
| 7    | Artūrs Matisons       | Lettonie         | 6 (53 s 379)       | 8 (1 min 17 s 170) | 8 (Abd)      | 22    |       |
| 8    | Marc Willers          | Nouvelle-Zélande | 8 (1 min 22 s 619) | 7 (43 s 256)       | 8 (Abd)      | 23    |       |

### Demi-finale 2
| Rang | Coureur                | Pays      | 1re manche   | 2e manche    | 3e manche    | Total | Notes |
| ---- | ---------------------- | --------- | ------------ | ------------ | ------------ | ----- | ----- |
| 1    | Māris Štrombergs       | Lettonie  | 1 (36 s 485) | 1 (35 s 969) | 1 (36 s 071) | 3     | Q     |
| 2    | Rob van den Wildenberg | Pays-Bas  | 3 (37 s 277) | 2 (36 s 360) | 4 (37 s 496) | 9     | Q     |
| 3    | Jared Graves           | Australie | 2 (36 s 904) | 5 (39 s 296) | 3 (37 s 242) | 10    | Q     |
| 4    | Damien Godet           | France    | 4 (37 s 410) | 4 (36 s 707) | 6 (37 s 805) | 14    | Q     |
| 5    | Cristian Becerine      | Argentine | 5 (37 s 480) | 8 (Abd)      | 2 (37 s 079) | 15    |       |
| 6    | Kamakazi               | Australie | 7 (42 s 551) | 6 (41 s 256) | 5 (37 s 497) | 18    |       |
| 7    | Roger Rinderknecht     | Suisse    | 8 (Abd)      | 3 (36 s 610) | 8 (48 s 734) | 19    |       |
| 8    | Manuel De Vecchi       | Italie    | 6 (38 s 018) | 7 (42 s 148) | 7 (38 s 208) | 20    |       |

## Finale
22 août 2008
| Rang | Coureur                | Pays           | Temps          | Notes |
| ---- | ---------------------- | -------------- | -------------- | ----- |
|      | Māris Štrombergs       | Lettonie       | 36 s 190       |       |
|      | Mike Day               | États-Unis     | 36 s 606       |       |
|      | Donny Robinson         | États-Unis     | 36 s 972       |       |
| 4    | Andrés Jiménez         | Colombie       | 39 s 137       |       |
| 5    | Rob van den Wildenberg | Pays-Bas       | 39 s 772       |       |
| 6    | Jared Graves           | Australie      | 2 min 19 s 233 |       |
| 7    | Sifiso Nhlapo          | Afrique du Sud | Abd            |       |
| 8    | Damien Godet           | France         | Abd            |       |